# Uomini senza legge
Uomini senza legge (Hors-la-loi) è un film del 2010 scritto e diretto da Rachid Bouchareb. Si tratta del seguito ideale di un precedente film del regista, Days of Glory del 2006.
Presentato in concorso alla 63ª edizione del Festival di Cannes, il film ha suscitato forti polemiche per via del suo contesto storico che contempla il massacro di Sétif e Guelma ed altri avvenimenti legati alle vicende del colonialismo francese in Africa, argomento ancor oggi molto delicato in patria.
Il titolo originale del film è la traduzione francese del termine arabo fellagha (الفلاقة, "fuorilegge" o, in fuṣḥah, "tagliatore di teste") con cui si autodefinivano i combattenti indipendentisti durante la guerra d'Algeria e che, al tempo, venivano chiamati in Francia i rebelles  ("ribelli").

## Trama
Verso la fine della seconda guerra mondiale sul fronte occidentale, le manifestazioni indipendentiste nell'Algeria francese si fanno sempre più forti e frequenti fin quando la Francia soffoca queste rivolte nel sangue nel massacro di Sétif e Guelma l'8 maggio 1945: da qui parte la trama del film, che racconta la storia dei tre fratelli Saïd, Messaoud ed Abdelkader dalla guerra al 1962.

## Produzione
Il film è costato 19,5 milioni di Euro forniti dal Centre national du cinéma et de l'image animée (CNC), un organo del Ministero della cultura francese, e da Canal+, che detiene i diritti di distribuzione della pellicola; la produzione è stata guidata dalla Tessalit Productions insieme a France 2, France 3 ed altre compagnie algerine e belghe.
Il film è stato girato in cinque mesi a partire dalla fine di luglio 2009 in molte location sia in Africa (Algeria e Tunisia), sia in Europa (Parigi, Charleroi e Bruxelles, Germania), sia negli Stati Uniti d'America (palazzo di vetro dell'ONU a New York).